# 페데리코 비코로
페데리코 비코로 아키엠 은차마(스페인어: Frederico Bicoro Akieme Nchama, 프랑스어: Frederico Bicoro Akieme Nchama 프레데리코 비코로 아키엠 은차마[*], 1996년 3월 17일 ~ )는 보톨라의 라자 카사블랑카와 적도 기니 국가대표팀에서 중앙 미드필더로 활약하고 있는 적도 기니의 프로 축구 선수이다.
카메룬에서 태어난 그는 적도 기니 국가대표팀으로 활약하고 있다.

## 어린 시절
비코로는 카메룬 두알라에서 적도 기니인 아버지와 카메룬인 어머니 사이에서 태어났다. 비코로는 15살 때 부모님이 교통사고로 돌아가셨다. 그는 가족을 경제적으로 돕기 위해 학업과 변호사가 되겠다는 의사를 포기하기로 결정했다. 그는 결국 축구 선수가 되기 전에 석공과 목수로 일했다.

## 구단 경력
비코로는 시시니오(스페인어: Sisinio)로 알려진 아코낭기에서 선수 생활을 시작했다. 2015년에는 엘라 응우에마로 이적하여 CAF 챔피언스리그에서 팀에서 활약했다. 또한 카노 스포츠 아카데미에서도 활약했다.
2016년 9월, 비코로는 시범적으로 인상적인 활약을 펼친 후 스페인의 세군다 디비시온 B 클럽 레크레아티보 우엘바와 2년 계약에 합의했다. 서류 작업 문제로 계약을 완료하지 못했고, 대신 이듬해 2월 테르세라 디비시온의 알칼라와 계약했다.
2017년 8월 18일, 비코로는 3부 리그 산세바스티안데로스레예스에 입단했다. 이듬해 1월 7일, 그는 폰페라디나와의 원정 경기에서 동점골을 넣으며 팀의 첫 골을 넣었다.
2018년 1월 31일, 비코로는 세군다 디비시온의 로르카와 계약했다. 그는 3월 11일, 레알 사라고사와의 경기에서 1-3으로 패한 경기에서 선발 출전과 퇴장을 당하며 프로 데뷔 첫 경기를 치렀다.
2018년 7월 24일, 비코로는 테루엘의 3부 리그에 합류했다. 이듬해 6월 11일, 그는 사라고사와 디비전 2에서 4년 계약에 합의했지만, 2020년 1월 16일, 바다호스로 임대되었다.

## 국가대표팀 경력
비코로는 2013년 9월 4일, 적도 기니 국가대표팀에 데뷔하여 리비아와의 비FIFA 친선 경기에 출전했지만 1-1 무승부로 끝났다. 2015년 6월 6일, 안도라와의 원정 경기에서 선발 출전하여 팀에 공식 데뷔했다.
비코로는 2017년 10월 9일, 모리셔스와의 홈 경기에서 팀의 두 번째 골을 넣으며 국가대표 첫 골을 기록했다.
비코로는 카메룬에서 열리는 2021년 아프리카 네이션스컵에서 첫 국제 대회에 출전한다. 2023년 12월, 그는 후안 미차가 2023년 아프리카 네이션스컵에 출전할 적도 기니 국가대표팀 27명의 명단에서 선발되었다.